# 古希腊丧葬
古希腊的丧葬仪式是以古希腊人的生死观为基础的。古希腊人是一个热爱生活的民族，但也不惧怕死亡。他们认为死亡只不过是肉体的消亡，人的灵魂永远不灭。生与死，仅是居住地的转换，肉体的存在是暂时的，只有灵魂才是永恒不朽的。古希腊人认为活人之所以看不到离体的灵魂，是因为灵魂去了另一个世界，即冥界，一个黑暗之地。

## 希腊神话与死亡
在古希腊神话中，冥界处于冥王哈得斯的统治之下。哈得斯的官邸在很深的地底，而洞穴或巨大的地缝是冥界的入口。在地狱之门湍流着数条冥界之河，第一条是悲叹河，水流用地狱中服苦役的罪犯的眼泪形成；第二条是守誓之河，据说神灵若是渡过那条河会失去神性；第三条是人与冥界的通道，即冥河，也称怨河。此外还有其他的支流，例如忘川，亡灵饮用了此河之水便可忘却阴阳往事。